# Exene Cervenka
Exene Cervenka  (*1. února 1956 Mokena, Will County, Illinois jako Christene Cervenka ) je americká zpěvačka, spisovatelka a malířka s českými předky, nejvíce známá jako zpěvačka punk rockové skupiny X. Jejím otcem byl Louis Charles Červenka (1911–2005) a matkou Margaret Gertruda Červenková (1934–1974). Je také bývalou manželkou hollywoodského herce Vigga Mortensena za něhož se provdala 8. července 1987. Syn Henry Blake Mortensen se narodil 28. ledna 1988. Manželé se rozvedli v roce 1997.